# Brasiliens förbundssenat
Brasiliens förbundssenat (portugisiska: Senado Federal do Brasil) är överhuset i Brasiliens nationalkongress. Det skapades genom 1824 års konstitution för Kejsardömet Brasilien, och var till en början inspirerat av Storbritanniens överhus, men i samband med republikens utropande 1889, kom inspirationerna alltmer i stället hämtas från USA:s senat. I sin nuvarande form har senaten 81 platser. Senatorer sitter i åtta år.
Den nuvarande presidenten för den brasilianska senaten är Rodrigo Pacheco. Han valdes i början av 2021 för en tvåårs mandatperiod.

### Fotnoter
1. ↑  ”Senado Federal completa hoje 185 anos” (på portugisiska). R7. 6 maj 2011. http://noticias.r7.com/brasil/noticias/senado-federal-completa-hoje-185-anos-20110506.html?question=0. Läst 22 maj 2012.  ”O Senado Federal foi criado com a primeira Constituição do Império, outorgada em 1824, inspirado, primeiramente, na Câmara dos Lordes da Grã-Bretanha. Sua primeira reunião ocorreu em 6 de maio de 1826.”